# Háje (Lesná)

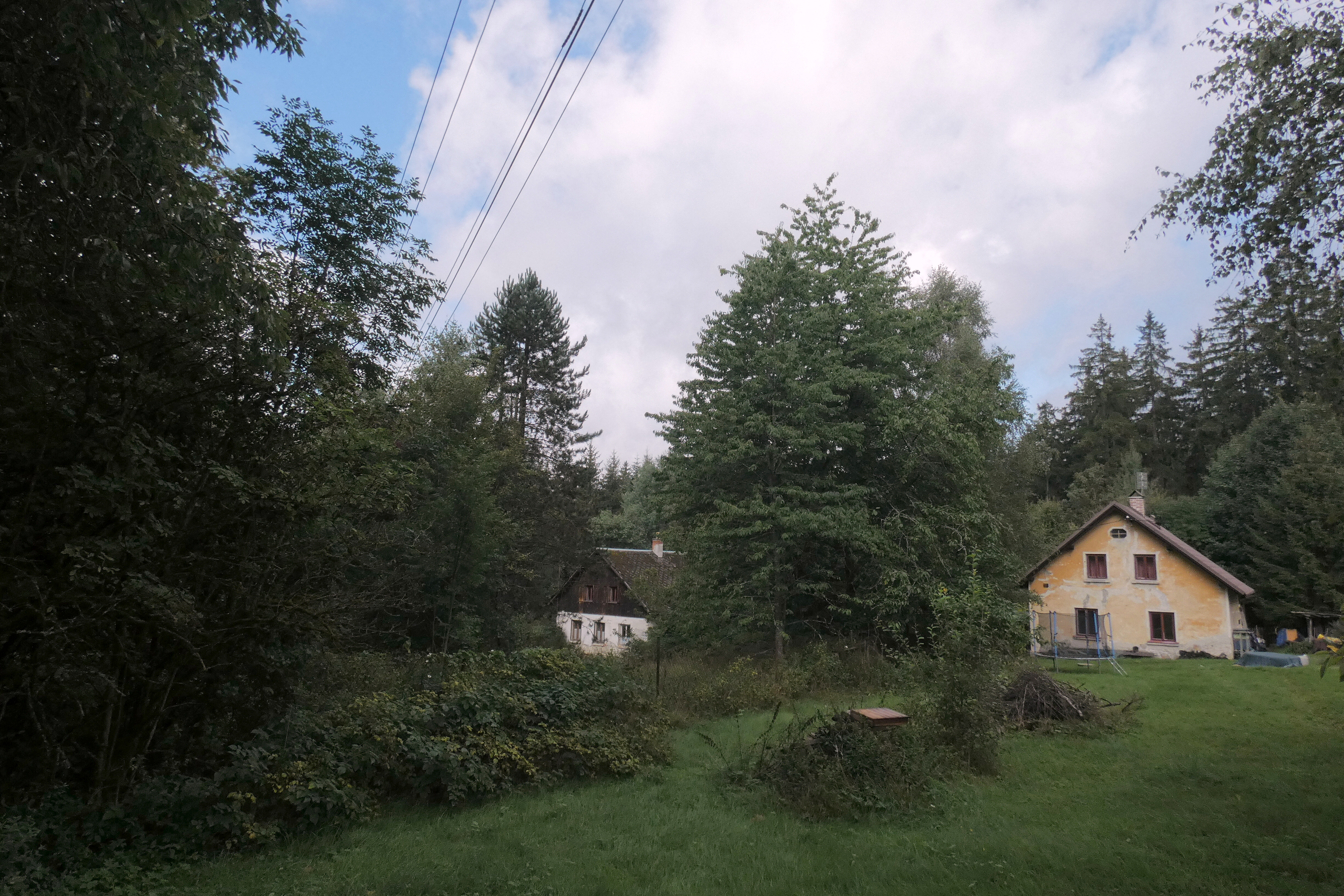
Ortsansicht

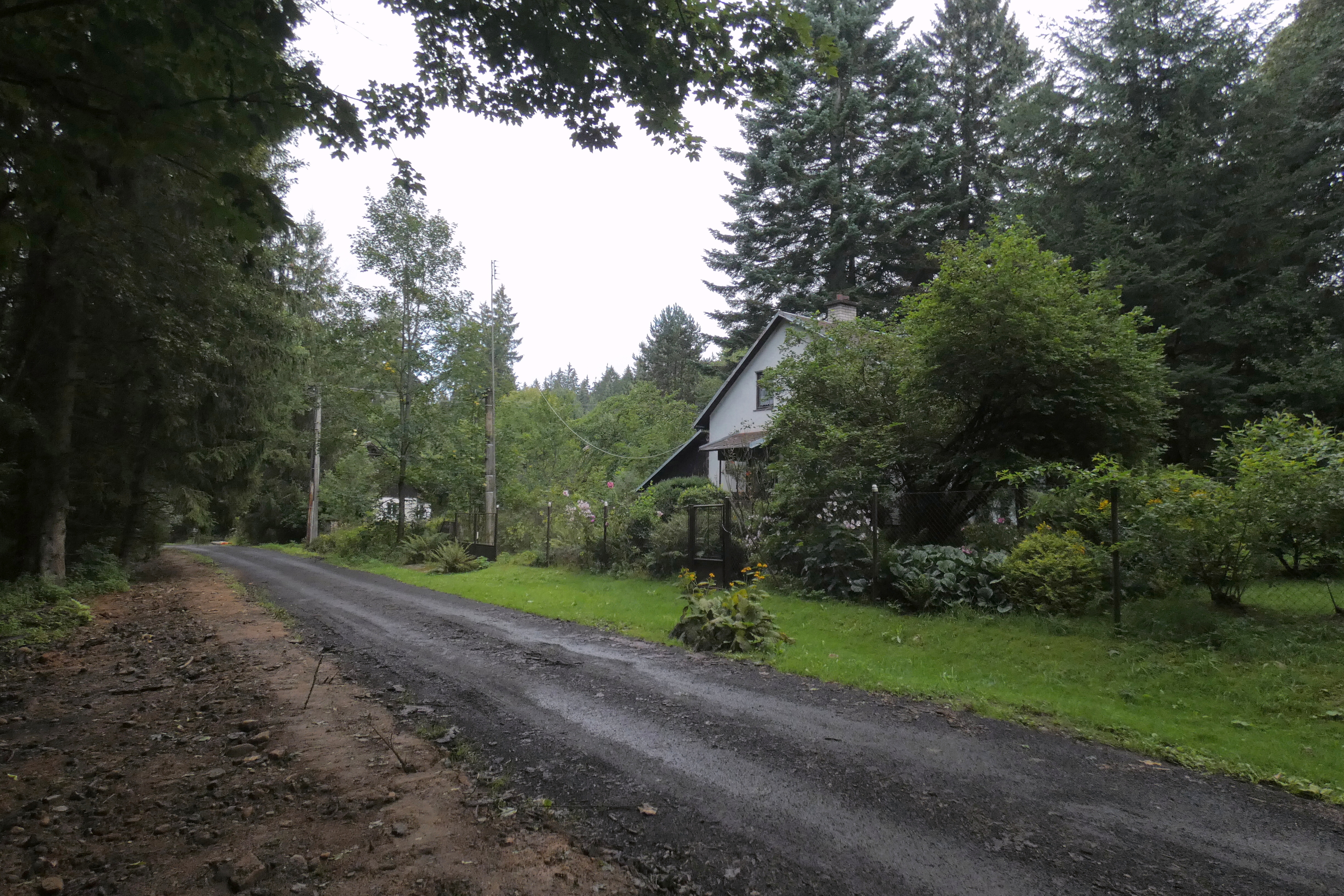
Fahrweg

Háje, bis 1948 Leierwinkel, ist ein Ortsteil der Gemeinde Lesná (Schönwald) in Tschechien. Die weitgehend erloschene Siedlung liegt viereinhalb Kilometer nordöstlich von Georgenberg nahe der deutschen Landesgrenze und gehört zum Okres Tachov.

## Geographie
Die ehemalige Waldhäuslersiedlung Háje befindet sich rechtsseitig über dem Quellgrund des Spálený potok/Modelbach in einem ausgedehnten Waldgebiet im böhmischen Teil des Oberpfälzer Waldes (Český les). Nordöstlich erhebt sich der Štádlerův kopec (Stadlerberg, 772 m n.m.), im Osten der Popelový vrch (Aschenstein, 766 m n.m.) und der Flusárenský vrch (Flussberg, 687 m n.m.), südöstlich der Georgenberg (734 m n.m), im Süden der Kňourek (Schweinberg, 729 m n.m) sowie nordwestlich der Červený kopec (Hüttenberg, 695 m n.m.). Háje liegt in einer wegen dem Eisernen Vorhang fast vollständig abgesiedelten Gegend im Landschaftsschutzgebiet Český les.
Nachbarorte waren Stará Knížecí Huť (Altfürstenhütte) im Norden, Kollerova Huť (Kollerhütten) und Pucher im Osten, Nová Huť (Neuhütte) und Hraničky (Reichenthal) im Südosten, Jedlina (Neulosimthal) im Süden, Zadní Zahájí (Hinter Waldheim) im Südwesten, České Nové Domky (Böhmisch Neuhäusl) und Česká Ves (Böhmischdorf) im Westen sowie Josefovo Údolí (Josefsthal) und Stoupa (Altpocher) im Nordwesten.

## Geschichte
Die Waldhäuslersiedlung wurde zum Ende des 18. Jahrhunderts durch die Fürsten Lobkowitz auf dem Gebiet des Allodialgutes Waldheim gegründet. Um 1782 entstand die erste Chaluppe, 1797 wurde die Siedlung erstmals als Leirwinkl erwähnt. Franz Joseph Maximilian von Lobkowitz verkaufte das Gut Waldheim 1811 an Marquard Kotz von Dobrz, der es zwei Jahre später an Ernst Freiherr von Malowetz und Kosoř veräußerte.
Im Jahre 1835 wurden für die im Pilsner Kreis gelegene und nach Altfürstenhütte konskribierte Häusergruppe Leierwinkel keine gesonderten Angaben gemacht. Haupterwerbsquellen der Bewohner waren die Arbeit in den Glashütten und Spiegelschleifen des Gutes Waldheim und der angrenzenden Herrschaft Tachau sowie Fuhrdienste und Tagelöhnerarbeiten. Der Ackerbau beschränkte sich wegen des ungünstigen Klimas auf Sommerfrüchte, insbesondere Kartoffeln, Hafer und Korn. Pfarrort war Neulosimthal. Bis zur Mitte des 19. Jahrhunderts blieb die Häusergruppe dem Gut Waldheim untertänig, Besitzer waren die Freiherren von Malowetz und Kosoř.
Nach der Aufhebung der Patrimonialherrschaften bildete Leierwinkel ab 1850 einen Ortsteil der Gemeinde Altfürstenhütte im Bezirk und Gerichtsbezirk Tachau. Im Jahre 1869 hatte das Dorf 352 Einwohner und bestand aus 28 Häusern. Im Jahre 1900 lebten in Leierwinkel 215 Personen, 1910 waren es 200.
Nach dem Zusammenbruch der k.k. Monarchie wurde die Siedlung 1918 Teil der neu gebildeten Tschechoslowakei. Beim Zensus von 1921 lebten in den 29 Häusern von Leierwinkel 204 Deutsche. Im Jahre 1930 bestand Leierwinkel aus 36 Häusern und hatte 191 Einwohner. Nach dem Münchner Abkommen wurde Leierwinkel im Oktober 1938 dem Deutschen Reich zugeschlagen und gehörte bis 1945 zum Landkreis Tachau. Nach dem Ende des Krieges wurde der Ort wieder Teil der Tschechoslowakei. Die deutschböhmische Bevölkerung wurde 1946 enteignet und vertrieben und der Ort nur gering wiederbesiedelt. 1948 wurde Leierwinkel in Háje umbenannt. Im Jahre 1950 lebten in den 38 Häusern von Háje nur noch acht Personen. Am 1. Juli 1952 erfolgte die Eingemeindung nach Lesná. Im Laufe der 1950er Jahre erfolgte der Abbruch der verlassenen Häuser, erhalten blieben drei Chaluppen am Waldrand. 1970 lebten in dem Ort 11 Personen in zwei Häusern. Im Jahre 1991 war Háje unbewohnt. Beim Zensus von 2011 bestand der Ort aus einem Wohnhaus und hatte einen Einwohner.

## Ortsgliederung
Der Ortsteil Háje ist Teil des Katastralbezirks Stará Knížecí Huť.

## Sehenswürdigkeiten
- Felskuppe Großer Stein, in den Wiesen östlich von Háje
- Wegkreuz, am Weg nach Jedlina